# Илим-илимма I
Илим-илимма I (? — ок. 1525/1524 до н. э.) — последний царь государства Ямхад около 1550—1525/1524 годов до н. э. (по средней хронологии).

## Жизнеописание
Вероятно, сын и наследник царя Абба-Эля II. Занял трон около 1550 года до н. э. Продолжил внутреннюю и внешнюю политику предшественника. Смог укрепить северные границы государства. Заключил политический и династический союз с городом-государством Эмар. Смог полностью покорить область Нухашше.
Собственно о его правлении сведений мало. Вероятно, вскоре столкнулся с митанской угрозой. Вёл войны, по разным версиям, с царем Шуттарной I или Парраттарной I. Последнего упоминает Идри-ми, сын Илим-Илиммы I (однако возможно только в связи с собственным конфликтом). Но, согласно средней хронологии, врагом царя Ямхада вероятнее всего был Шуттарна I.
В конце концов, Ямхад потерпел поражение от Митанни около 1525/1524 до н. э. Столицу государства — Халеб (Алеппо) — захватил противник, и сам Илим-Илимма I наверняка погиб. Наместником Халеба был поставлен митаннийский царевич Телепин.
Часть семьи Илим-Илимма I сбежала в Эмар. С этим событием фактически прекратилось существование Ямхада, хотя ряд исследователей указывают на 1517 до н. э. как год, когда Идри-ми официально объявил об образовании нового государства Мукиш в Алалахе.